# Jan Macháček
Jan Macháček (* 2. června 1965 Praha) je český novinář, hudebník a bývalý disident, signatář Charty 77. Jako novinář působil mj. v týdeníku Respekt a Hospodářských novinách, od roku 2015 píše pro Lidové noviny jako komentátor a analytik politicko-ekonomického dění. V letech 2015 až 2024 byl předsedou správní rady Institutu pro politiku a společnost hnutí ANO 2011. Jako hudebník je nejvíce známý jako kytarista skupiny Garage.

## Osobní život
V roce 1983 vystudoval gymnázium v Radotíně. Studium na VŠE nedokončil. Na přelomu 70. a 80. let byl členem oddílu vodních turistů (tzv. Pětka) a měl v něm přezdívku Musala.

### Hudební dráha

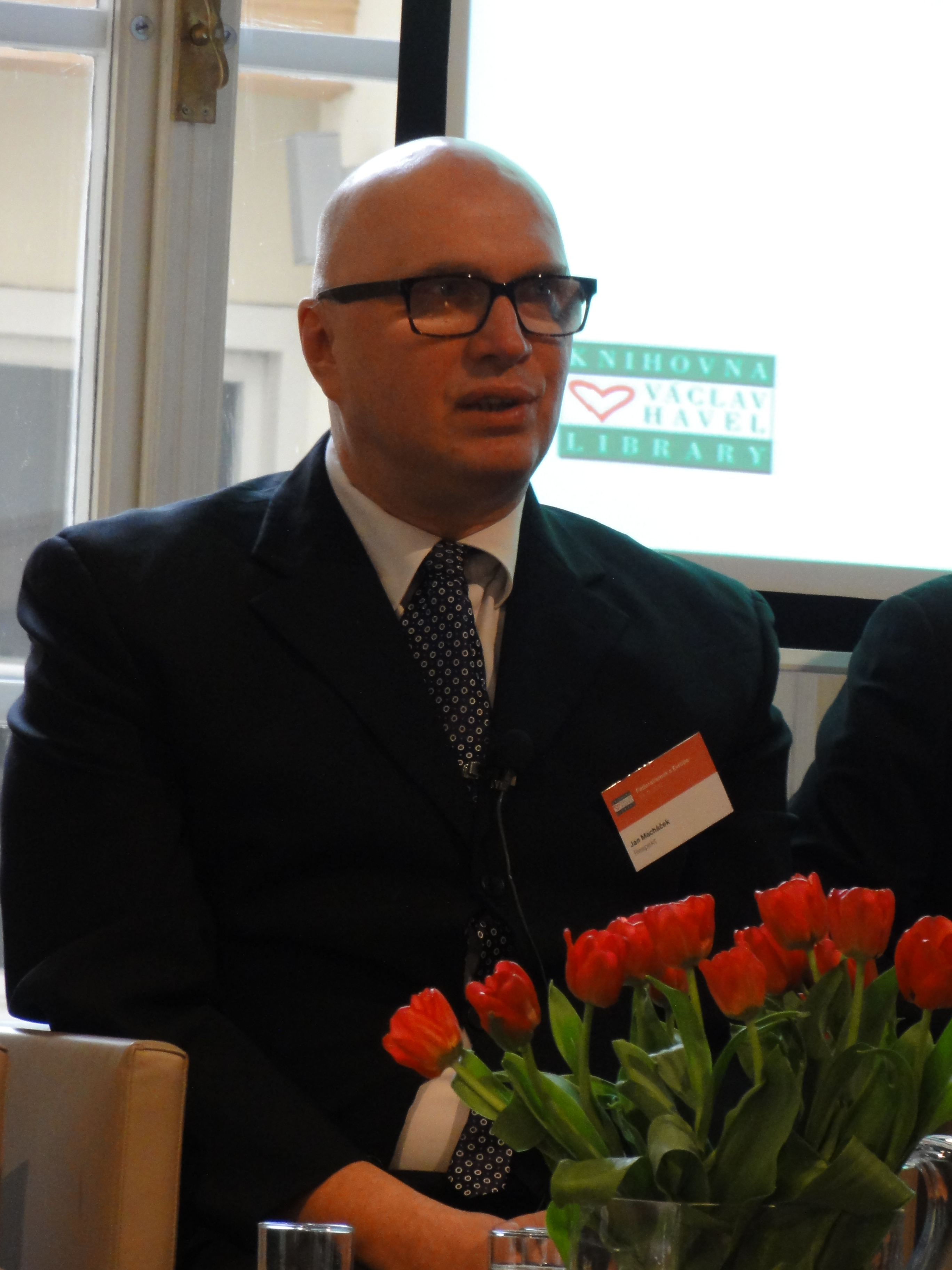
Jan Macháček na konferenci „Federalismus a Evropa“ pořádané Knihovnou Václava Havla (2012)

V letech 1983 až 1986 byl členem hudební skupiny The Plastic People of the Universe a od roku 1985 působí jako kytarista skupiny Garage. Působí též v kapele Velvet Underground Revival Band.

### Novinářská dráha
Spoluzaložil týdeník Respekt, kde působil v letech 1989 až 2002, nejdříve jako redaktor, v roce 2000 jako zástupce šéfredaktora. Zabýval se ekonomickou tematikou, především pak procesem privatizace. V roce 1998 získal stipendium na University of Michigan.
Psal komentáře pro Prague Business Journal, krátce působil jako komentátor deníku MF DNES a poté v letech 2002 až 2008 jako komentátor deníku Hospodářské noviny. Do roku 2015 psal pravidelné glosy pro portály Ihned.cz a Respekt.cz a pro Ihned.cz redigoval rubriku Macháčkova výměna – diskusi ekonoma, bankéře a publicisty, se kterými diskutoval o aktuálních ekonomických tématech. Své komentáře pro Respekt z let 2008–2009 vydal v roce 2009 knižně pod názvem Mistři světa amoleta. V lednu 2015 odešel do Lidových novin.
Za rok 2009 získal novinářskou Cenu Ferdinanda Peroutky.

### Další aktivity
Vedle novinářské dráhy působil i jako ekonom knižních nakladatelství Československý spisovatel, Mladá fronta a Paseka.
Do ledna 2015 působil jako předseda správní rady Knihovny Václava Havla. Působil též jako předseda správní rady Transparency International. V únoru 2015 se stal předsedou správní rady think-tanku Institut pro politiku a společnost. Think-tank založilo v roce 2014 hnutí ANO 2011 jako svoji ideologickou a programovou základnu, s cílem debatovat o českých národních zájmech a vychovávat nové politiky hnutí.
Dne 30. dubna 2015 oznámila odcházející redaktorka Lidových novin Kateřina Šafaříková, že Macháček působí zároveň jako novinář i zahraničněpolitický konzultant Andreje Babiše, tehdejšího ministra financí. Spojení rolí novináře a spolutvůrce politiky je podle Šafaříkové nepřijatelné.
Ke konci července 2024 se rozhodl rezignovat na místo předsedy správní rady Institutu pro politiku a společnost. Za jeho odchodem pravděpodobně stálo založení nové evropské frakce Patrioti pro Evropu.

## Kritika a kontroverze

### Kritika Slobody a Solidarity
V roce 2011 ostře kritizoval slovenskou stranu Sloboda a Solidarita, jejíž poslanci hlasovali proti účasti Slovenska v Evropském nástroji finanční stability (tzv. Euroval), které vláda Ivety Radičové spojila s hlasováním o důvěře (vláda kvůli tomu padla). Macháček mimo jiné nazval Slobodu a Solidaritu „militantní částí slovenské koalice“ a „sektou" a uvedl, že
Na seznam ‚nebezpečných ideologií‘ bych zahrnul i ultraliberalismus či libertariánství [...] Osobně považuji libertariány a jejich v uvozovkách jehovistické příručky a ideologismy za jedno z největších nebezpečí současného světa. Tito dogmatici, kterým vždy do sebe vše perfektně zapadá, otravují a kazí politické ovzduší i v Americe, kde ovládají fanatickou Tea Party“. Dále ocenil „rozumný a zodpovědný“ přístup bývalého slovenského premiéra Fica k Eurozóně. Za tyto postoje byl Macháček kritizován. Například podle politologa Alexandra Tomského Macháček „podlehl amoku“, jeho komentáře v této záležitosti jsou „nepříčetné nadávky“ a, dle Tomského, „tady snad mohla zasáhnout šéfredaktorská cenzura“.

### Debata v Českém rozhlase

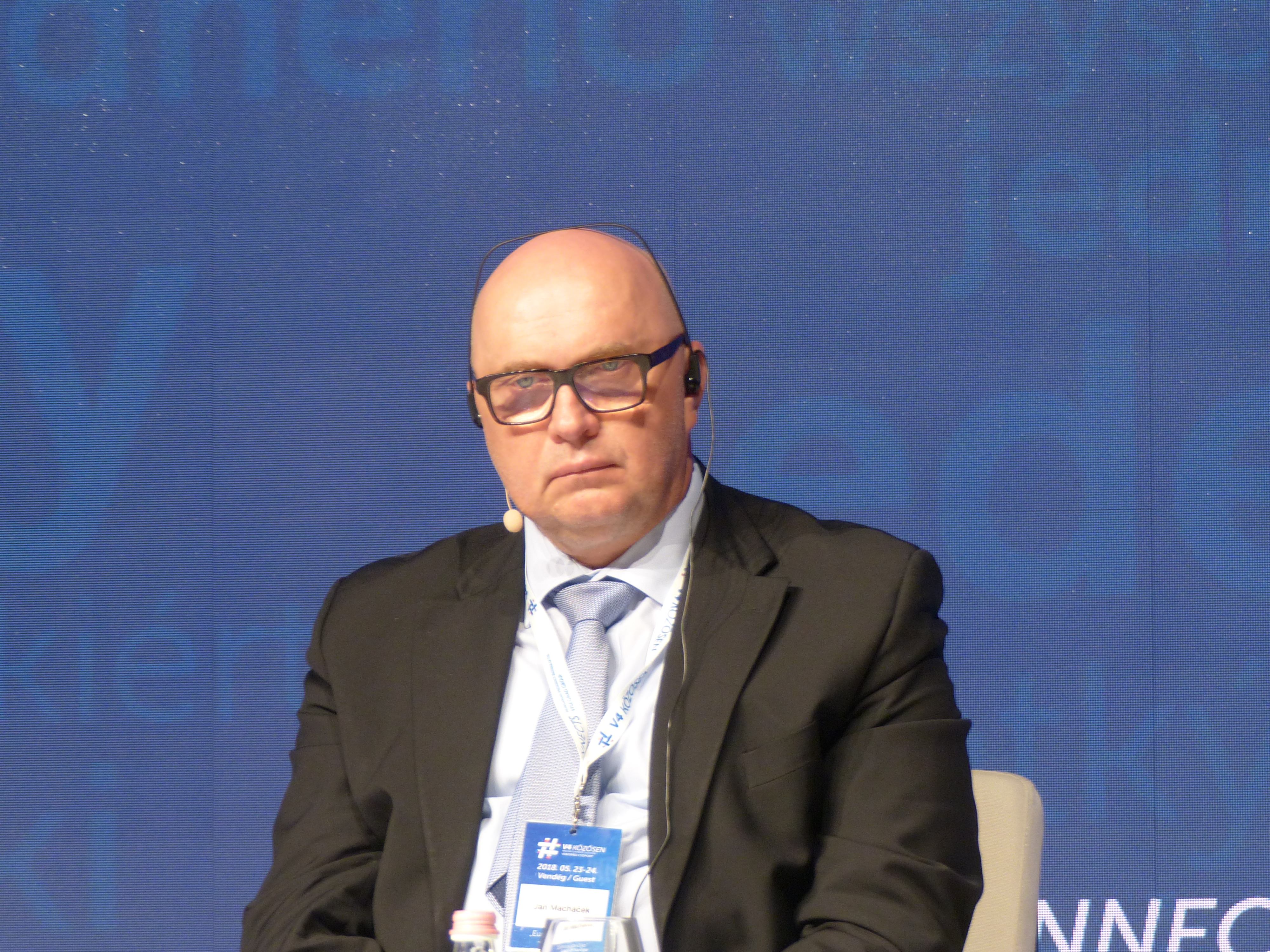
Jan Macháček v roce 2018

15. listopadu 2017 se spolu s Monikou MacDonagh-Pajerovou, Jefimem Fištejnem a Igorem Chaunem zúčastnil debaty na stanici Český rozhlas Plus věnované blížícímu se výročí Sametové revoluce. MacDonagh-Pajerová se s poukazem na jeho předlistopadové aktivity kriticky vyjadřovala k práci Jana Macháčka v institucích spojených s Andrejem Babišem. Macháček poté ještě před koncem vysílání odešel ze studia. MacDonagh-Pajerovou údajně označil velmi vulgárním výrazem.
Moderátor pořadu Petr Schwarz uvádí, že Macháček „něco odsekl ve dveřích“.
Český rozhlas vydal v reakci stanovisko, že „paní Pajerová od počátku diskuze nerespektovala pravidla určená moderátorem a zcela ignorovala téma pořadu“. Dále uvedl, že nahrávka vysílání invektivy neobsahuje a že „žádná urážlivá slova nezazněla“.
Podle Pajerové Jefim Fištejn celý incident a následné nervozní chování zaměstnanců rozhlasu okomentoval slovy: „Takhle začíná normalizace.“
Igor Chaun vulgarity potvrdil, ale slova prý nepadla jako otevřená nadávka.